# Plethotaenia spatangoides
Plethotaenia spatangoides is een zee-egel uit de familie Spatangidae.
De wetenschappelijke naam van de soort werd in 1883 gepubliceerd door Alexander Agassiz.